# 狄奧斯庫若
亞歷山大教宗聖狄奧斯庫若一世（?—454年），是埃及亞歷山卓城的第25任主教。其一生最著名的事件是主導449年8月8日的第二次以弗所會議，後稱「強盜會議」。他因此在之後的迦克墩公會議被定罪，火上烧油的是他與東羅馬帝國皇后普爾喀麗亞發生爭吵被她掌摑，隨後被皇帝馬爾西安流放至帕夫拉戈尼亞甘格拉直到他去世。

## 早年
狄奥斯库若的早年经历并不清晰。科普特文献《玛加里的颂词》（Panegyric on Macarius）记载，狄奥斯库若于431年在西里尔参加第一次以弗所公会议时，担任了他的秘书。根据迦太基的利贝拉图斯(Liberatus of Carthage)的记载，他于前任亚历山大教宗西里尔去世前担任的是大辅祭的教职。在当时的科普特教会，大辅祭具有较高的权威。

## 強盜會議
狄奧斯庫若身為當時代亞歷山太學派的首領，他完全支持前一任主教區利羅（Cyrillus）的思想，拒絕基督二性，同時他也支持猶提干（Eutyches）的基督一性論（Monophysite）主張。然而由於支持安提阿學派的君士坦丁堡宗主教弗拉維（Flavian）譴責歐迪奇的主張，狄奧斯庫若為了與之抗衡，在得到皇帝狄奧多西二世的支持下在以弗所召開大公会议。這會議的目的是要為先前被定罪的歐廸奇翻案，因此會議中只邀請支持其立場的人參與投票。甚至在這會中狄奧斯庫若縱容他的修道武士們恐嚇與會者要服從他的主張，更任令他們毆打君士坦丁堡牧首夫拉維亞（Flavian），因為後者在448年的君士坦丁堡會議中曾將歐廸奇定罪。此會議被教宗良一世（Leo I）稱為「強盜會議（Latrocinium，Robber Council）」。

### 迦克墩公會議
而一年後由於狄奧多西二世墜馬死亡，依賴皇帝支持的狄奧斯庫若開始式微，並且繼任皇帝的馬爾西安與普爾喀麗亞皇后僅給予有限度的支持。更進一步地，皇帝夫婦在451年於迦克墩召開新的會議（迦克墩公會議），此為初期教會規模最大的會議，所有的主教都接到出席的命令，狄奧斯庫若也不例外，其目的是要取代兩年前的第二次以弗所會議。此會議中，皇帝夫婦先是將狄奧斯庫若的政敵狄奧多勒（Theodoret of Cyrus）邀請上台，此人是狄奧斯庫若敵對陣營安提阿學派的領袖，也是在強盜會議中被譴責、革職、流放，甚至差點被處以死刑的犧牲者。皇帝開始朗讀強盜會議通過之條款，狄奧斯庫若的支持者逐漸轉移態度，對對於狄奧多勒與弗拉維的逼迫開始懊悔，並且慢慢的厭惡強盜會議的過程與決議。最終，當天晚上的投票導致狄奧斯庫若在451年的迦克敦會議中被定罪，流放到小亞細亞中北部黑海邊帕夫拉戈尼亚地區的小城甘格拉，三年後在此過世。

## 後世不同觀點
後世教會對於狄奧斯庫若的看法有明顯的差異，目前大部分的東正教、天主教與更正教都認定他為異端。然而，大部分的科普特人、敘利亞人、以及東方正教會並不這麼認為，他們視狄奧斯庫若為聖者。科普特人是羅馬帝國時期基督化的埃及人後代，由於以亞歷山太為中心，埃及的信徒卻都支持狄奧斯庫若。他被定罪後，亞歷山太主教區就脫離了大公教會。而部分敘利亞人由於不接受451年的迦克墩會議，與大公教會分離，同樣，他們不同意基督二性論，支持合性論，因此仍然將狄奧斯庫若視為正統。
科普特教會對狄奧斯庫若的紀念文中提到：「有一些人告知皇帝馬爾西安與皇后普爾喀麗亞，除了亞歷山太宗主教聖狄奧斯庫若，沒有人反對他們的信仰宣告。他們就帶著聖狄奧斯庫若與會議的主教們辯論與討論此事一直到晚上，但聖狄奧斯庫若絕不偏離他的正統信仰。普爾喀麗亞和狄奧斯庫若發生口角，皇后掌摑了狄奧斯庫若一巴掌，打斷了他的幾顆牙齒，並命令衛兵將他關起來，衛兵們亦拔掉了他的鬍鬚。他把這些拔掉的鬍鬚及牙齒送到亞歷山太，說：『這是信仰所結的果子。』當其餘主教看到狄奧斯庫若所遭遇的，他們因著害怕有相同遭遇而認同皇后的信仰，他們簽署了信仰的議案，承認了基督的二性」。由此可以看出科普特教會不但不認為狄奧斯庫若是一位強盜，更認定他是一位因著正統信仰而遭受逼迫的聖者。